# Caleta Olivia
Caleta Olivia est une ville d'Argentine située au nord-est de la province de Santa Cruz, sur les côtes de la Mer Argentine, dans le département de Deseado La ville se trouve dans le secteur méridional du golfe de San Jorge, à 694 kilomètres au nord de río Gallegos et à 76 kilomètres au sud de Comodoro Rivadavia.
Caleta Olivia est reliée au reste du pays, au nord comme au sud, par l'importante route nationale 3.

## Population
En 1912, la petite localité n'avait que 82 habitants, tandis que le recensement de 1920 lui en attribuait 130. 

Le recensement de 1947 ne dénombrait encore que 161 résidents. 

Trente trois ans plus tard, en 1980, la population atteignait déjà 20 141 personnes. 
En 1991 on en enregistrait 27 899.

Au recensement de 2001, ce chiffre était déjà de 36 077 habitants, ce qui représentait une hausse de 29,3 % en dix ans et à celui de 2010, on dénombrait 51 733 habitants.
Depuis lors, la croissance démographique se poursuit, et les projections effectuées estiment le chiffre de la population à plus de 44 000 résidents en 2008, chiffre en fait largement dépassé. Caleta Olivia est devenue de ce fait la seconde ville la plus peuplée de la province de Santa Cruz.

## Économie
- Combustibles : Pétrole et gaz naturel
- Pêche